# Icon of the Seas
Icon of the Seas – zbudowany w stoczni w Turku statek pasażerski, ma 20 pokładów.